# Pregação de São Paulo em Éfeso
A Pregação de São Paulo em Éfeso é um quadro em óleo sobre tela pintado por Eustache Le Sueur em 1649 como parte de uma coleção oferecida anualmente pelos joalheiros de Paris à Catedral de Notre Dame no mês de maio. Faz parte do acervo do Museu do Louvre.
A obra retrata a passagem do livro dos Atos dos Apóstolos em que  Paulo de Tarso prega para converter os efésios ao cristianismo e estes queimam livros.
Dentre os livros sendo queimados pode-se notar exemplares em que sobressaem figuras geométricas. A pintura está relacionada a Galileu Galilei, que em 1623 afirmou, hereticamente, que o livro da natureza é escrito em linguagem matemática.